# Яричівка
Я́ричівка (інша назва — Яричівський канал) — річка в Україні, в межах Львівського та Золочівського районів Львівської області. Ліва притока Полтви (басейн Західного Бугу). 

## Опис
Довжина річки 45 км, площа басейну 249 км². Долина переважно трапецієподібна, завширшки 2,5—3 км, завглибшки до 30 м. Заплава двостороння, є заболочені ділянки. Річище помірно звивисте, на значному протязі (35 км) відрегульоване. Похил річки 1,5 м/км. Є чимало ставків. 

## Розташування
Бере початок між селами Малі Грибовичі, Великі Грибовичі та Воля-Гомулецька, Гряда. Тече на південний схід і схід. Впадає до Полтви на північний схід від села Полтви. 
Верхів'я Яричівки розташовані в заболоченій долині між східними відногами Розточчя. Тече в межах Надбужанської котловини, зокрема через Грядове Побужжя (між Грядецькою та Малехівською грядами). 
Найбільша притока: Стара Ріка (права). 
Над річкою — смт Новий Яричів та декілька сіл. 